# Фентон (Нью-Йорк)
Фентон (англ. Fenton) — місто (англ. town) в США, в окрузі Брум штату Нью-Йорк. Населення — 6429 осіб (2020).

## Демографія
Згідно з переписом 2010 року, у місті мешкали 6674 особи в 2748 домогосподарствах у складі 1852 родин. Було 2940 помешкань
Расовий склад населення:
| - 96,8 % — білих - 0,8 % — чорних або афроамериканців - 0,4 % — азіатів - 0,2 % — корінних американців |

До двох чи більше рас належало 1,5 %. Частка іспаномовних становила 0,9 % від усіх жителів.
За віковим діапазоном населення розподілялося таким чином: 22,4 % — особи молодші 18 років, 60,1 % — особи у віці 18—64 років, 17,5 % — особи у віці 65 років та старші. Медіана віку мешканця становила 45,4 року. На 100 осіб жіночої статі у місті припадало 97,6 чоловіків;  на 100 жінок у віці від 18 років та старших — 90,9 чоловіків також старших 18 років.
Середній дохід на одне домашнє господарство  становив 68 812 долари США (медіана — 49 241), а середній дохід на одну сім'ю — 82 719 доларів (медіана — 66 453). Медіана доходів становила 49 200 доларів для чоловіків та 47 813 долари для жінок. За межею бідності перебувало 13,0 % осіб, у тому числі 23,0 % дітей у віці до 18 років та 8,2 % осіб у віці 65 років та старших.
Цивільне працевлаштоване населення становило 3137 осіб. Основні галузі зайнятості: освіта, охорона здоров'я та соціальна допомога — 30,8 %, виробництво — 12,1 %, роздрібна торгівля — 10,7 %.